# Etienne Stott
Etienne Stott (Manchester, 30 de junho de 1979) é um canoísta de slalom britânico na modalidade de canoagem, foi vencedor da medalha de Ouro em Slalom C-2 em Londres 2012, juntamente com o seu companheiro Timothy Baillie.